# Troupe du Roy
Pour les articles homonymes, voir Troupe.
La Troupe du Roi au Palais-Royal est le nom donné à la troupe de Molière, jusque-là désignée comme la Troupe de Monsieur, quand en juin 1665 elle passe sous la tutelle directe de Louis XIV, qui la dote d'une pension de 6 000 livres annuelles.
Après la mort de Molière, en février 1673, certains comédiens quittent la troupe pour rejoindre celle de l'Hôtel de Bourgogne ; ceux qui restent fusionnent avec les comédiens du Marais au sein de la Troupe du Théâtre du Guénégaud.
En août 1680, Louis XIV ordonne que les comédiens de l'Hôtel Guénégaud et ceux de l'Hôtel de Bourgogne soient réunis au sein de la « Troupe des comédiens français du roi », donnant naissance à ce que l'on nomme aujourd'hui la Comédie-Française.